# Bandeira de Altai (Krai)
A Bandeira de Altai é um dos símbolos oficiais do Krai de Altai, uma subdivisão da Federação Russa. Foi aprovada pela lei "Pavilhão do Krai de Altai" em 29 de junho de 2000 numa sessão do Conselho Regional de Deputados do Povo.

## Descrição
Seu desenho consiste em um retângulo na proporção largura-comprimento de 1:2. A maior parte da bandeira é vermelha com uma faixa azul no lado esquerdo (mastro). Na parte azul há um desenho estilizado de uma espiga de trigo e no centro do pavilhão o brasão de armas do Krai.
A bandeira do krai é bastante semelhante à bandeira da RSS da Rússia (1954-1991), por possuir muitos elementos em comum. O mesmo ocorre com as bandeiras dos óblasts de Vladímir e Kemerovo e Kostroma.
1. ↑  «The Flag of the Altai territory». Altai Region Official Site. 21 de março de 2015. Consultado em 24 de outubro de 2024. Arquivado do original em 21 de março de 2015